# Syndactylactis inermis
Syndactylactis inermis är en korallart som först beskrevs av Beneden 1897.  Syndactylactis inermis ingår i släktet Syndactylactis och familjen Cerianthidae. Inga underarter finns listade i Catalogue of Life.